# Município de Eden (condado de Licking, Ohio)
O município de Eden (em inglês: Eden Township) é um município localizado no condado de Licking no estado estadounidense de Ohio. No ano 2010 tinha uma população de 1248 habitantes e uma densidade populacional de 22,45 pessoas por km².

## Geografia
O município de Eden encontra-se localizado nas coordenadas 40° 12′ 15″ N, 82° 19′ 15″ O. Segundo o Departamento do Censo dos Estados Unidos, o município tem uma superfície total de 55.59 km², da qual 55,45 km² correspondem a terra firme e (0,24 %) 0,13 km² é água.

## Demografia
Segundo o censo de 2010, tinha 1248 pessoas residindo no município de Eden. A densidade populacional era de 22,45 hab./km².